# Edmond Locard
Edmond Locard, född 13 december 1877, död 4 maj 1966, var en fransk rättsläkare och kriminolog.
Locard var en framstående forskare inom kriminalteknikens, särskilt skriftexpertisens, område. Från 1931 utgav han ett stort kriminaltekniskt samlingsverk, Traité de criminalistique, vari bland annat behandlas läran om fingeravtrycken, spårlära, skriftexpertis, brottets systematologi och vittnespsykologi. Locard redogjorde i detta verk för ett stort antal kriminalfall och belyste olika metoder med rön till stor del hämtade från hans egen praktik i Lyons polislaboratorium. Han låg också bakom "Locards utbytesteori", som innebär att den som befunnit sig på en viss plats vid en viss tidpunkt tar något med sig dit, och får något med sig därifrån – det vill säga en form av dubbel bevisföring.